# Перл, Дэниел
Дэ́ниел Перл (англ. Daniel Pearl; 10 октября 1963, Принстон — 1 февраля 2002, Карачи) — американский журналист, шеф южноазиатского бюро газеты The Wall Street Journal, похищенный 23 января 2002 года в Карачи (Пакистан) и убитый 1 февраля. Факт убийства подтвердила видеоплёнка, полученная властями Пакистана и США, на которой запечатлена сцена казни журналиста. На плёнке Перл демонстрирует выдержку и мужество. Позже тело журналиста было обнаружено в неглубокой могиле в Карачи. Ответственность за похищение взяла на себя неизвестная до того момента группировка «Национальное движение за восстановление суверенитета Пакистана». Её представители обещали отпустить Перла, если американские власти согласятся освободить талибов и боевиков «Аль-Каиды», которые содержатся в тюрьме «Гуантанамо».
Сын известного американского информатика и логика израильского происхождения Джуды Перла (род. 1936), лауреата Премии Тьюринга (2011).

## Цели Перла в Пакистане
Работавший ранее в Бомбее Перл прибыл в Пакистан для того, чтобы собрать материалы о деятельности исламских радикалов, в том числе о международном террористе Ричарде Риде, известном тем, что однажды он чуть было не взорвал самолёт авиакомпании American Airlines, совершавший рейс Париж — Майами, взрывчаткой, которую пронёс в своих ботинках.

## Пребывание Перла в Пакистане
Дэниел Перл прибыл в Карачи из Индии вместе со своей беременной женой Марианой и остановился не в гостинице, а снял дом, заплатив за месяц вперед. Он не информировал о своём приезде консульство США. Позже выяснилось, что Перл был евреем и имел израильское гражданство: Перл родился в Принстоне в семье Рут и Иехуды Перл, израильских учёных, которые познакомились в Хайфе, а затем переехали в Америку.
В Пакистане Перла заманили в ловушку: ему намекнули, что можно организовать интервью с духовным лидером подпольной джихадистской организации шейхом Мубараком Али-Шахом Гилани. Информатор Перла сказал ему, что у него есть «друг», который может это устроить. Роль «друга» исполнял Ахмед Омар Саед Шейх, который провел шесть лет в индийской тюрьме за организацию похищения четырёх иностранных журналистов и был освобождён в 1999 году в обмен на пассажиров индийского авиалайнера, захваченного кашмирскими сепаратистами. Ахмед Омар Саед Шейх был также лидером военизированной и запрещённой в Пакистане мусульманской группировки «Джаиш-е-Мухаммад» («Армия пророка Мухаммеда»). Родился и учился Шейх в Великобритании.

## Аресты
Главный подозреваемый в похищении Перла Ахмед Омар Саед Шейх, задержанный в пакистанском городе Лахор во вторник, 12 февраля, сдался полиции сам, потребовав за это освобождения всех его родственников. Ранее трое задержанных по этому делу дали показания, что преступление было совершено именно по заданию Омара. В июле 2002 года специальный антитеррористический суд, заседавший в Пакистане, вынес приговоры четырём жителям страны, которых обвинили в похищении и убийстве Перла. При этом Ахмеда Омара Саид Шейха приговорили к смертной казни. Собственно процесс обезглавливания Перла совершил Халид Шейх Мохаммед, ныне заключённый в Гуантанамо. 

## Фильм о Перле
Роль Марианы Перл в фильме «Её сердце», повествующем о судьбе журналиста, сыграла актриса Анджелина Джоли. Сценарий фильма базируется на одноимённых мемуарах Марианы Перл.